# Los Medicasos
Los Medicasos es una comedia de situación dominicana  protagonizada por Frank Perozo y Micky Montilla. Salió al aire el 12 de julio de 2010, en horario de 19:00 a 19:30 por Antena 7. Se retransmitía de 5:30 a 6:00 en 2016.
La trama presenta a dos doctores, Armando y Quirino y otros empleados, los cuales deberán lidiar con situaciones fuera de lo común que se desarrollan en un hospital de escasos recursos. Muchas de las circunstancias que se producen en el hospital son causadas por confusiones entre los empleados del mismo.

## Elenco
- Frank Perozo - Dr. Armando
- Micky Montilla - Dr. Quirino
- Johnnie Mercedes Olivares (conserje)
- Fausto Rojas - Juan (camillero)
- Sol Disla - Mileydis (recepcionista)
- Yubelkis Mateo - Carol (enfermera)
- Fiora Cruz - Dra. Patricia
- Iván Mejía - José (chofer de ambulancia)